# Cultura de Cucuteni
La cultura de Cucuteni representa la fase culminante del Neolítico final y el Calcolítico de la Europa sudoriental. Floreció entre el 4500 a. C. y el 3000 a. C. Es una cultura arqueológica que se desarrolló en el área de las actuales Rumania, Moldavia y Ucrania, donde alcanza hasta los valles del Bug y el Dniéster en la región del Dniéster-Dniéper.

Su nombre proviene del yacimiento de Cucuteni, situado en la población del mismo nombre, en el distrito de Iași, Moldavia rumana, excavado por el paleoetnólogo H. Schmidt a principios del siglo XX.
Otros nombres:
- cultura de Tripilia (de la versión ucraniana del nombre de la población: Трипiлля o Trypillia).
- cultura tripiliana
- cultura de Tripolia (de la versión rusa del nombre de la población: Триполье o Trypolie.
- cultura tripoliana
- Cucuteni-Tripilia.

Sin embargo, los rumanos tienden a considerar como zona de formación la Transilvania meridional.
Ciertamente, la cultura transilvánica de Petreşti entró en el proceso formativo.

Excavados con método estratigráfico, los asentamientos de Cucuteni, Traian e Izvoare (en Moldavia), Trypolie y otros (en Ucrania) han permitido una periodización en cuatro fases principales, en el curso de las cuales evolucionó la estructura de los poblados, generalmente, situados sobre elevaciones o protegidos por fosos y terraplenes.
Aunque es paralela a las primeras civilizaciones póntico-caucásicas de los metales, la cultura de Cucuteni se mantiene en el estadio Eneolítico. Cobre y bronce de importación son aún poco usados.
Dejó una cerámica polícroma de gran calidad, de la que ha sido posible seguir la evolución en las formas, en el uso de colores y en el progreso técnico.

## Fases
A la fase inicial de producción llamada pre-Cucuteni y vinculada aún a la Bandkeramik (cerámica de bandas) danubiana sigue el pleno desarrollo de la fase Cucuteni A, con elegantes vasos, decorados con espirales, meandros y motivos en S.

La ornamentación, marcada con un sentido dinámico de la línea y un gusto vivo del color, juega sobre el contraste cromático entre el fondo blanco amarillento y el rojo oscuro de los elementos decorativos, delimitados por un contorno negro.
Sucesivamente, el negro adquiere un papel más importante, mientras aparecen las primeras representaciones zoomórficas esquemáticas.
En la última fase los motivos están repartidos en frisos, que subrayan la estructura del vaso, distinguiendo el cuerpo del cuello y del pie.

Ídolos femeninos de terracota y figurillas de animales atestiguan relaciones con el Asia Menor y el Egeo. Pero ya a finales de la primera fase puede observarse también una penetración de elementos del este europeo, documentada por otra clase de cerámica con decoración en forma de peine.

El mismo fenómeno se manifiesta más al sur, en el área cultural de Gulmenita, y se acentúa en la fase final, primera etapa de la evolución hacia la Edad del Bronce.

En este proceso se difunden las tumbas de ocre, análogas a las del Ponto septentrional.
El arqueólogo estadounidense J. P. Mallory (1945-) afirma:

La cultura está atestiguada en más de mil sitios, desde pequeños pueblos a vastos asentamientos, que constaron de cientos de vivienda rodeadas por múltiples zanjas.

Estaba centralizada en la mitad del curso alto del río Dniéster llegando por el noreste hasta el Dniéper.
Está presente una cultura urbana, quizás la primera de Europa. La agricultura está atestiguada, tan bien como el ganado, vacuno principalmente, pero de cabras/ovejas y cerdos hay también evidencias. Una parte de los restos es de animales salvajes.

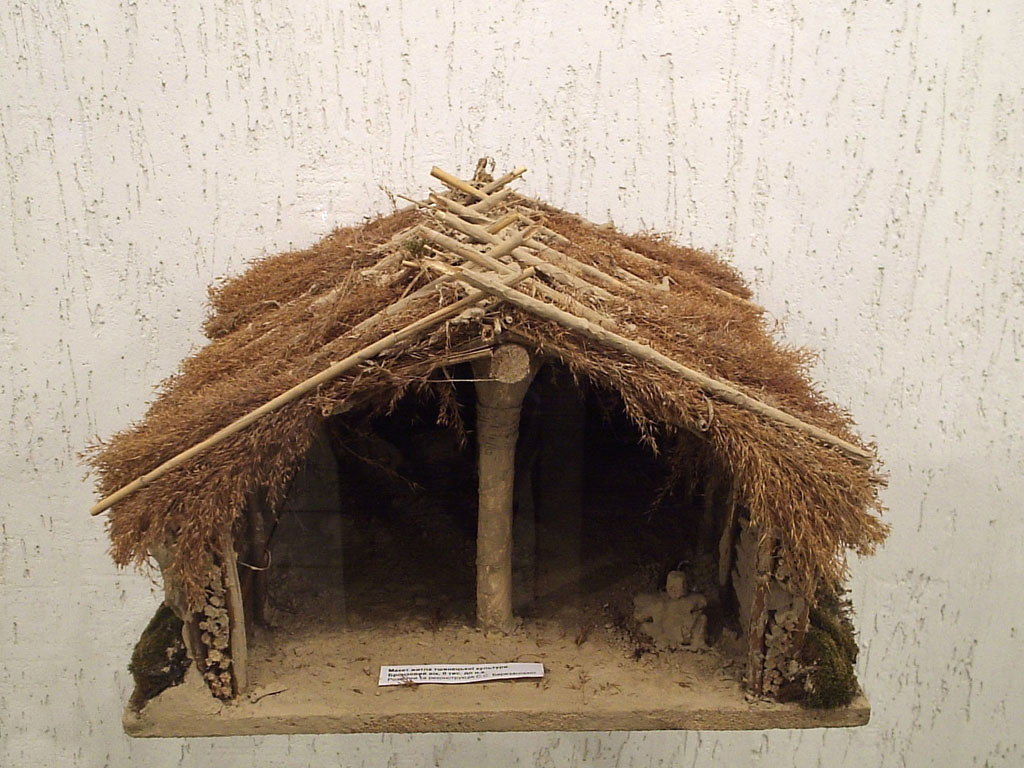
Reconstrucción de una cabaña tripilia, en el museo de Tripilia (Ucrania).

Se conoce desde 1884 en Rumania, y las primeras excavaciones empezaron en 1909.
El primer asentamiento descubierto fue en el norte de Rumania, por tanto el nombre de la cultura proviene de un pueblo rumano. 
Algunos han sugerido que el centro estaría cerca del pueblo ucraniano de Trypillia, descubierto en 1897.
Pero más tarde, se han descubierto más lejos artefactos que indican que el centro geográfico de la cultura probablemente esté más al norte, quizás en la República de Moldavia. 
Puede ser una cultura indoeuropea. Al menos, la cerámica está conectada con la cultura de Cerámica lineal.
La gran colección de objetos de la cultura de Cucuteni puede ser encontrada en el Museo de Historia y Arqueología en Piatra Neamţ (Rumania).
Hasta 2003 se han identificado más de 2000 emplazamientos de la cultura tripiliana.

Se ha propuesto introducir la reserva de Trypillia en la lista del Patrimonio de la Humanidad de la Unesco.

## Asentamientos
Los grandes asentamientos del sur de Ucrania, cerca de los ríos Prut, Dniéster y Bug, solían estar en lugares estratégicos y protegidos por trincheras y terraplenes, llegando a contener entre 1200 y 1700 estructuras (viviendas, almacenes o talleres), que acogerían a varios miles de habitantes. Los edificios seguían un plan urbanístico, ordenados en círculos concéntricos sucesivos, con callejones radiales que partían del centro de la población y aprovechando al máximo el espacio disponible. Hay documentados barrios enteros de artesanos especializados, que disponían de hornos complejos y del torno alfarero, lo que les permitiría producir en serie su cerámica. En Rumanía y Moldavia los asentamientos fueron algo menores, pero aun así, de dimensiones considerables, como el de Petreni, con unas 500 estructuras que pudieron acoger a entre 2000 y 4000 personas. La existencia de asentamientos estables fortificados, la inusual importancia del sector secundario en esta época (en Europa) y la aparición de edificios singulares ha llevado a muchos investigadores a afirmar que las fases más recientes de Cucuteni-Tripilia podrían constituir las más antiguas evidencias europeas de proto-estados.
Cerca de la localidad ucraniana de Nebélivka fueron encontrados restos de un asentamiento de 238 hectáreas con 1.200 edificaciones, 50 calles, un templo y objetos diversos, principalmente de cerámica, que datan de hace aproximadamente 6.000 años. El templo era un edificio de dos pisos de, madera y de barro, rodeado por un patio con galería; la planta superior estaba dividida en cinco salas; dentro de las ruinas hay restos de ocho plataformas de arcilla, que pueden haber sido utilizadas como altares y la plataforma en la planta superior contiene numerosos huesos quemados de cordero, asociados con sacrificio; los pisos y las paredes de las cinco habitaciones de la planta superior fueron" decorados con pintura roja.